# 彈射索回收角

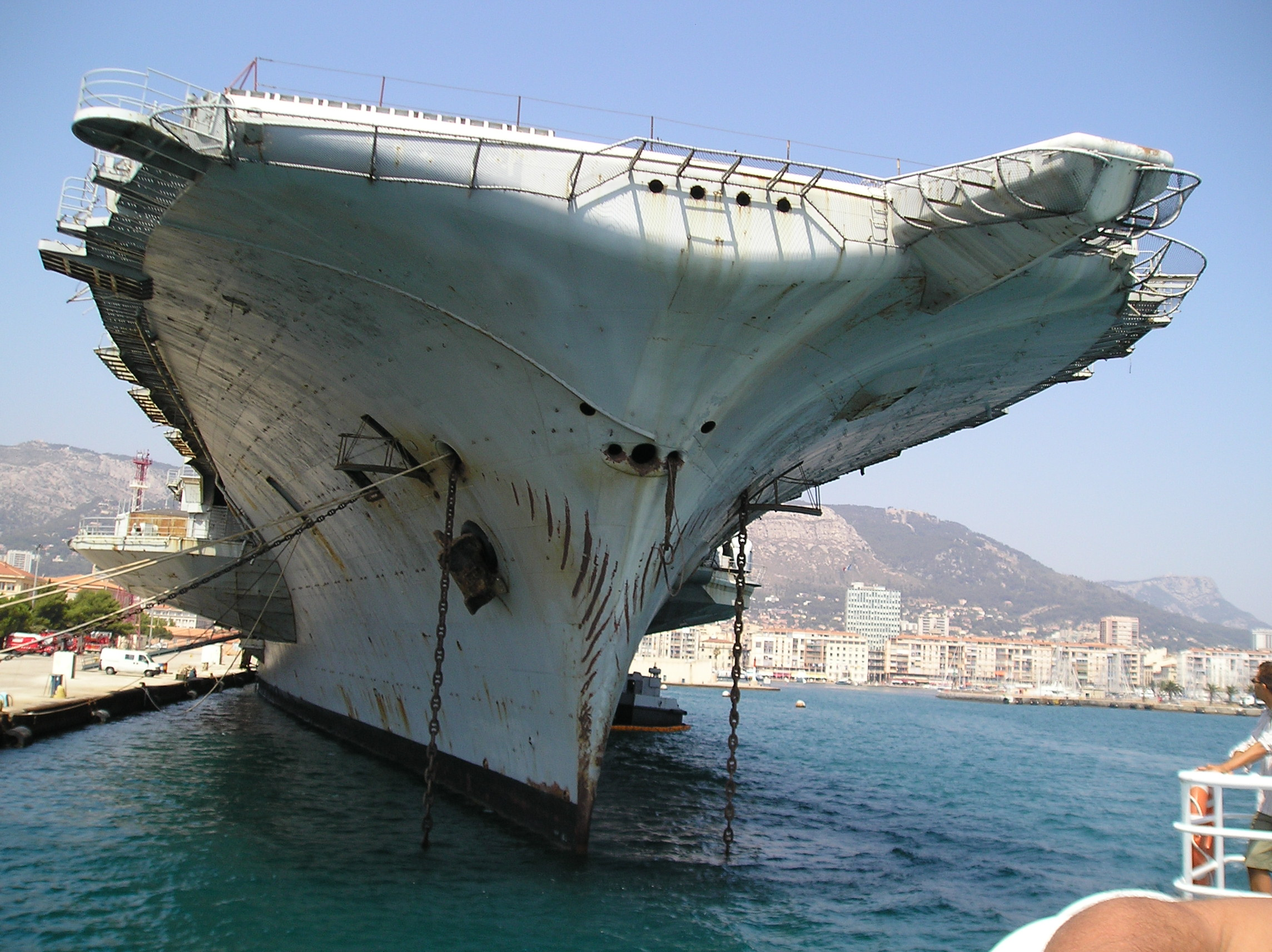
法國舊式航空母艦克里孟梭號，其船頭有一隻彈射索回收角

「彈射索回收角」是指舊式航空母艦上，在蒸氣彈射器前方，用來回收彈射索的那個凸出物。

## 拖索式彈射起飛
舊式航空母艦一般都採用「拖索式彈射起飛」，我們看看兩幅圖片：

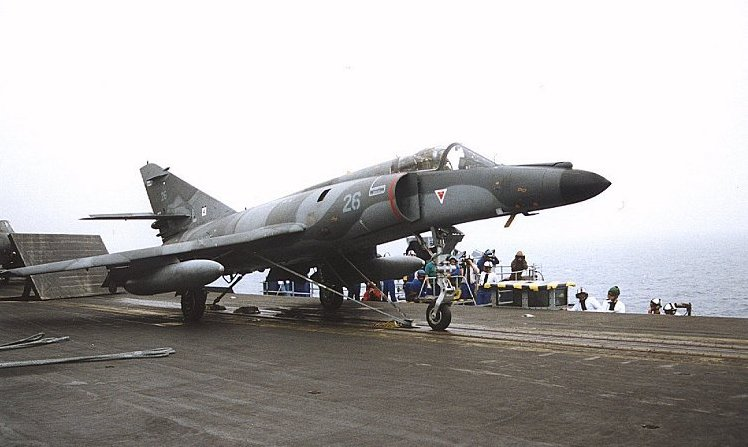
圖片1

圖片1--在法國克里孟梭級航空母艦上，一架超級軍旗攻擊機正要被彈射器彈射起飛，請注意它條在機身下方前部有一條主鋼索和彈射器勾在一起，而在它機身後方又有一條鋼索，用來固定飛機位置，此時正準備彈射起飛

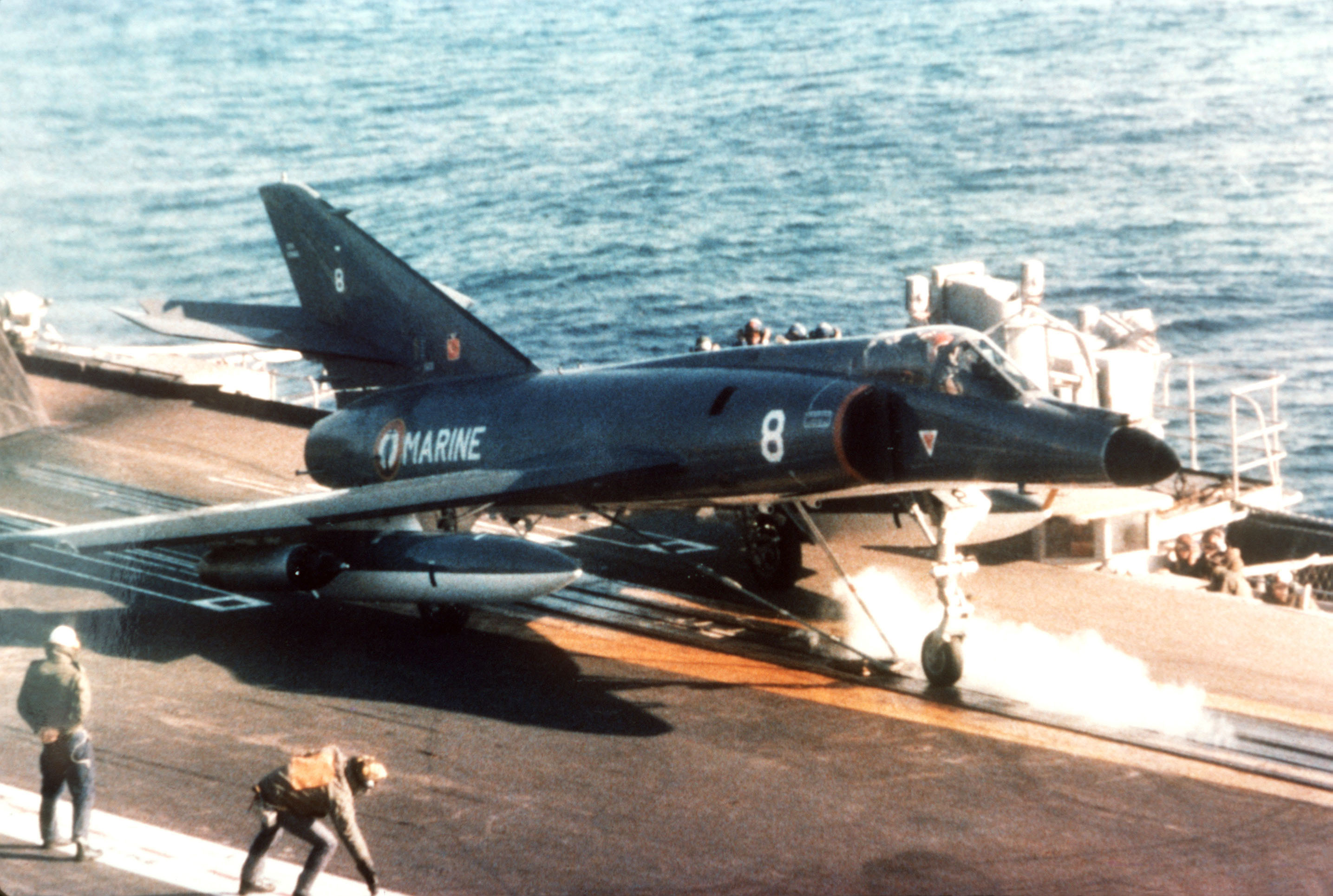
圖片2

圖片2--蒸氣彈射器正在把那架超級軍旗攻擊機彈射起飛，那時候，機尾用來固定飛機位置的鋼索已經被彈射器拉斷，整架飛機正被主鋼索拉著向前衝
之後，飛機起飛，那條主鋼索由於很重，它不會被拋出去，而是會順著回收角，落入旁邊的欄網上，工作人員祇要把它拿回就能被回收，重複使用，至於那條用來固定飛機位置的鋼索，它祇是被毀了一個接頭，祇要換了一個新的，也能被重複使用。

## 缺點
用這種方式去彈射飛機起飛，是比較麻煩的：
- 主鋼索和飛機勾著時要很精準，要保證能勾著飛機向前衝，又要在飛機起飛那一刻，準時脫落
- 針對不同型號的飛機，要用不同的機尾固定鋼索
- 耗費人力，為了這兩條鋼索，就要十多個人侍候

故隨著新式艦載機，都會在主起落架裝上彈射拉桿，這種彈射方法已被淘汰，彈射索回收角變成了多餘的擺設，新建的航空母艦甚至已經沒有了這個角。